# Leopoldo Leonel de Sá Mercer
Leopoldo Leonel de Sá Mercer (Tibagi, 25 de julho de 1883 – Tibagi, 6 de fevereiro de 1957) foi um político brasileiro. Foi inspetor escolar, fazendeiro, deputado estadual e prefeito de Tibagi.

## Biografia
Nasceu na Fazenda Santo Antônio, em Tibagi. Filho do inglês Herbert Harrison Mercer e de Maria Antônia de Sá Bittencourt Mercer. Casou-se com Aurora Fonseca.
Foi vereador, cargo chamado na época de camarista, em Tibagi e um dos seus muitos projetos destacam-se o projeto de lei criando o distrito administrativo de Caetê, atual município de Curiúva, a qual foi aprovado em sessão realizada a 5 de julho de l909. Mais tarde assumiu como prefeito do município. Já como prefeito destacou-se durante sua gestão a criação em 1930 do distrito administrativo de São Roque, atual município de Tamarana.
Entre as homenagens prestadas ao político está a denominação da Escola Municipal Leopoldo Mercer, no município de Telêmaco Borba, homenagem feita ainda quando o município pertencia politicamente ao município de Tibagi.